# 클로스 (음식)

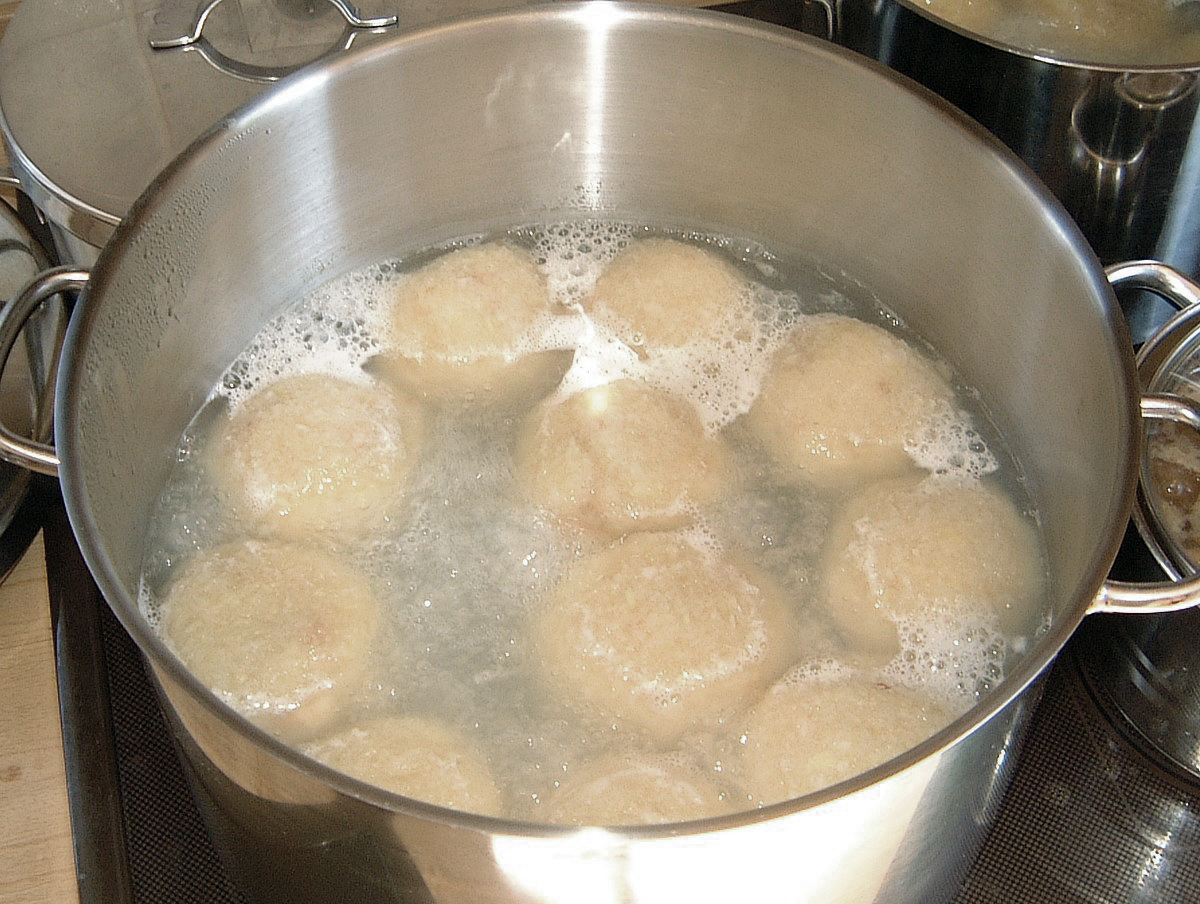

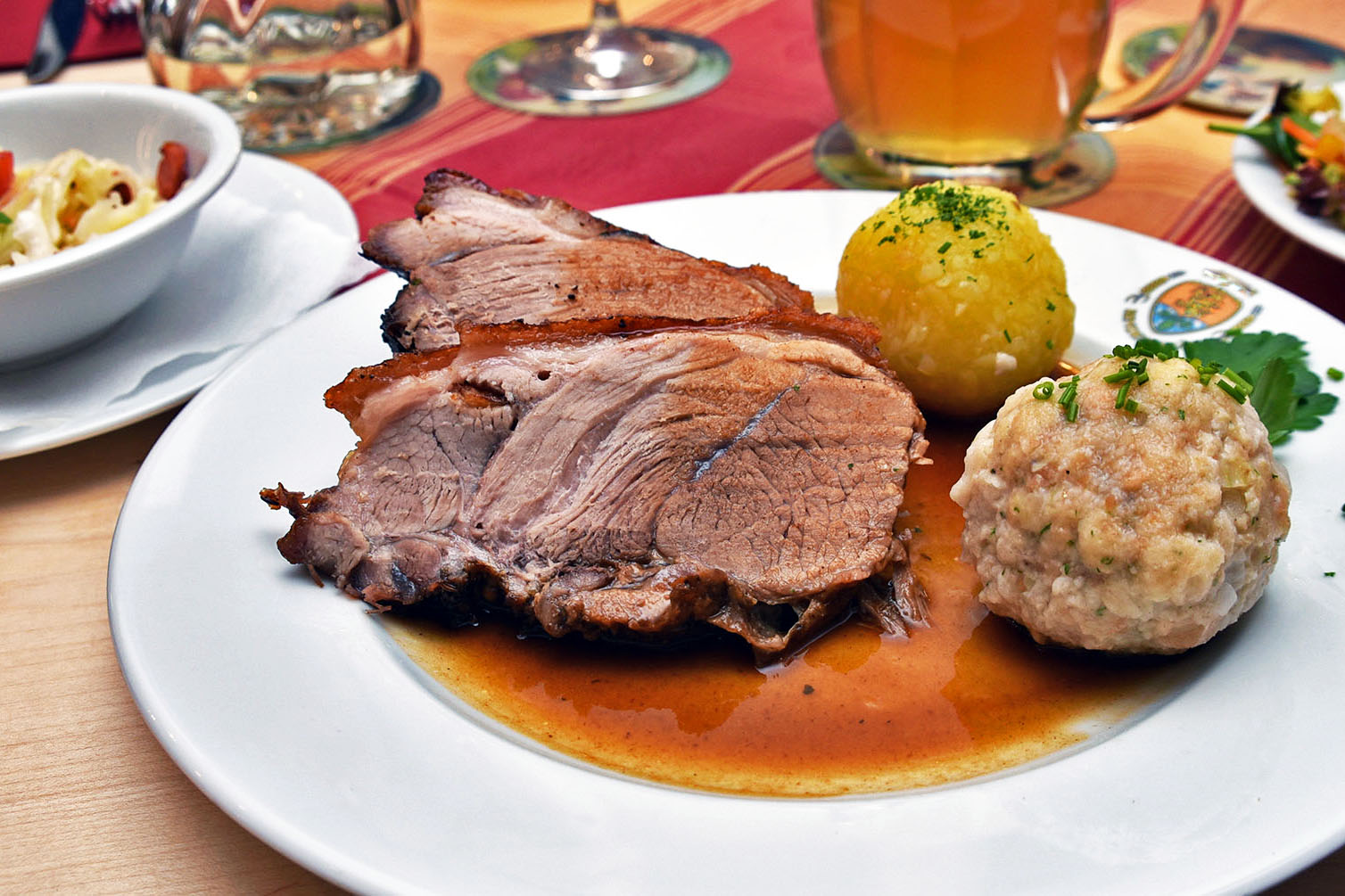

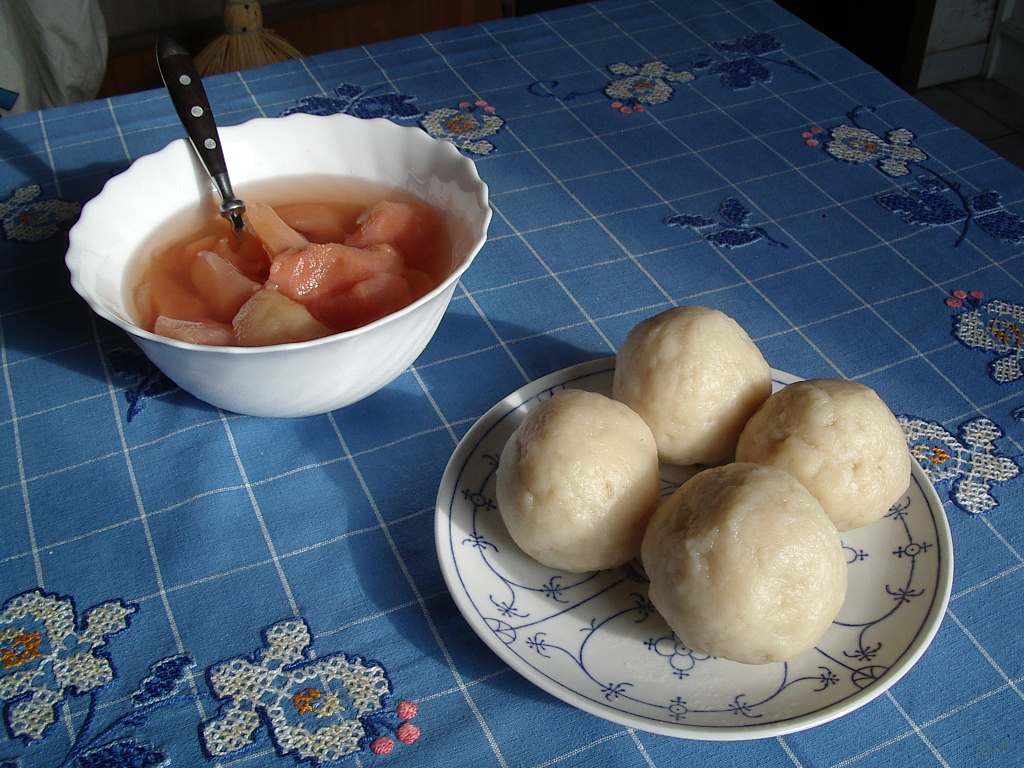

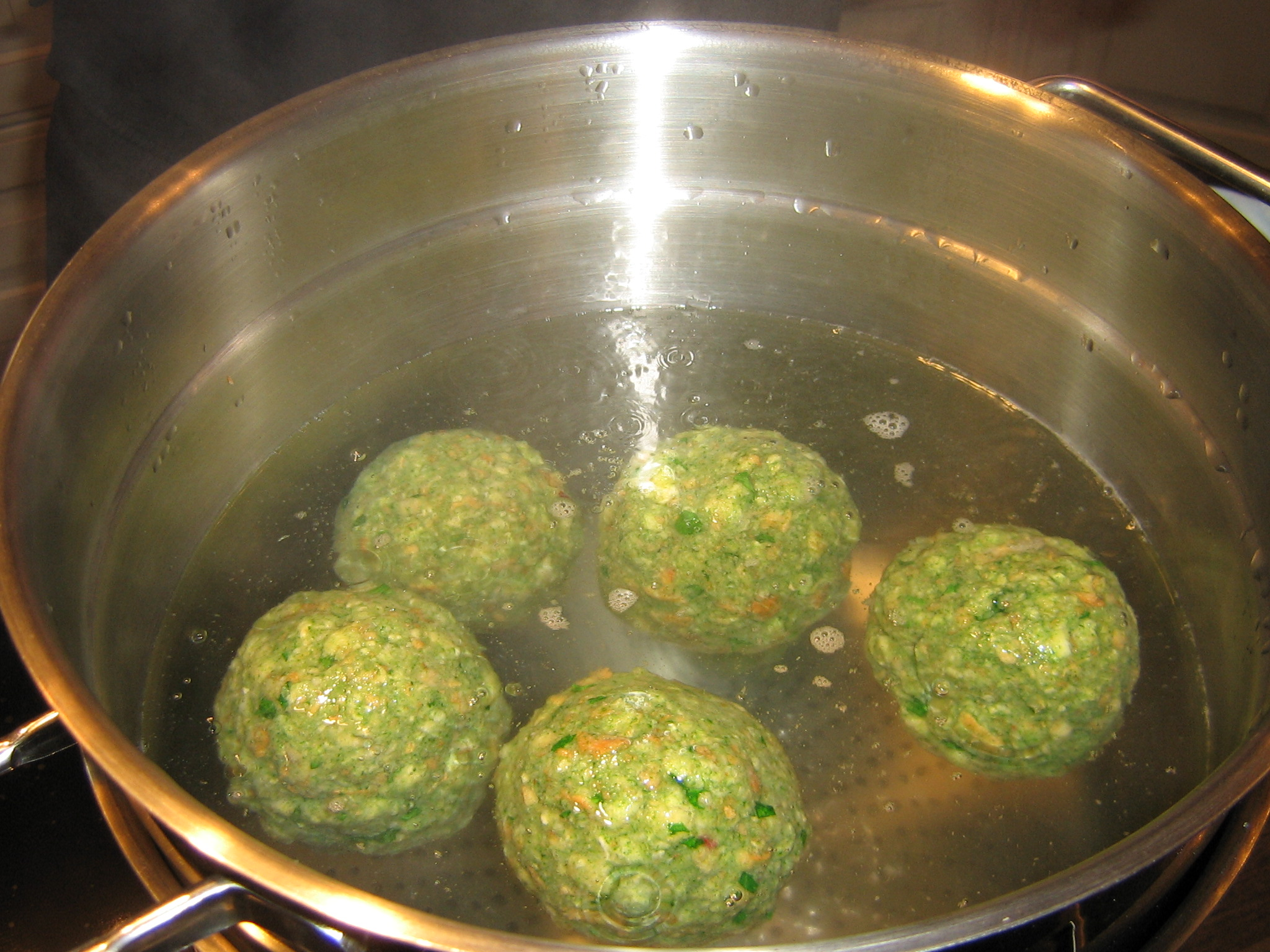

클로스(독일어: Kloß) 또는 크뇌델(독일어: Knödel)은 독일 남부 바이에른 주에서 유래된 낱말로, 고기, 감자 빵 부스러기 따위로 만든 덤플링을 일컫는 말이다. 크뇌델은 밀가루, 감자, 오래된 빵 등으로 만들어지며 일반적으로 구운 고기나 스튜와 함께 곁들여 먹거나 후식으로 제공된다.

## 종류
- 브람보로비 크네들리크
- 카르토펠클로스
- 브람보로비 크네들리크

## 같이 보기
- 베프르조 크네들로 젤로